# Ноєнкірхен (Оснабрюк)
Ноєнкірхен (нім. Neuenkirchen) — громада в Німеччині, розташована в землі Нижня Саксонія. Входить до складу району Оснабрюк. Центр об'єднання громад Ноєнкірхен.
Площа — 57,51 км2. Населення становить 4605 ос. (станом на 31 грудня 2021).

## Галерея

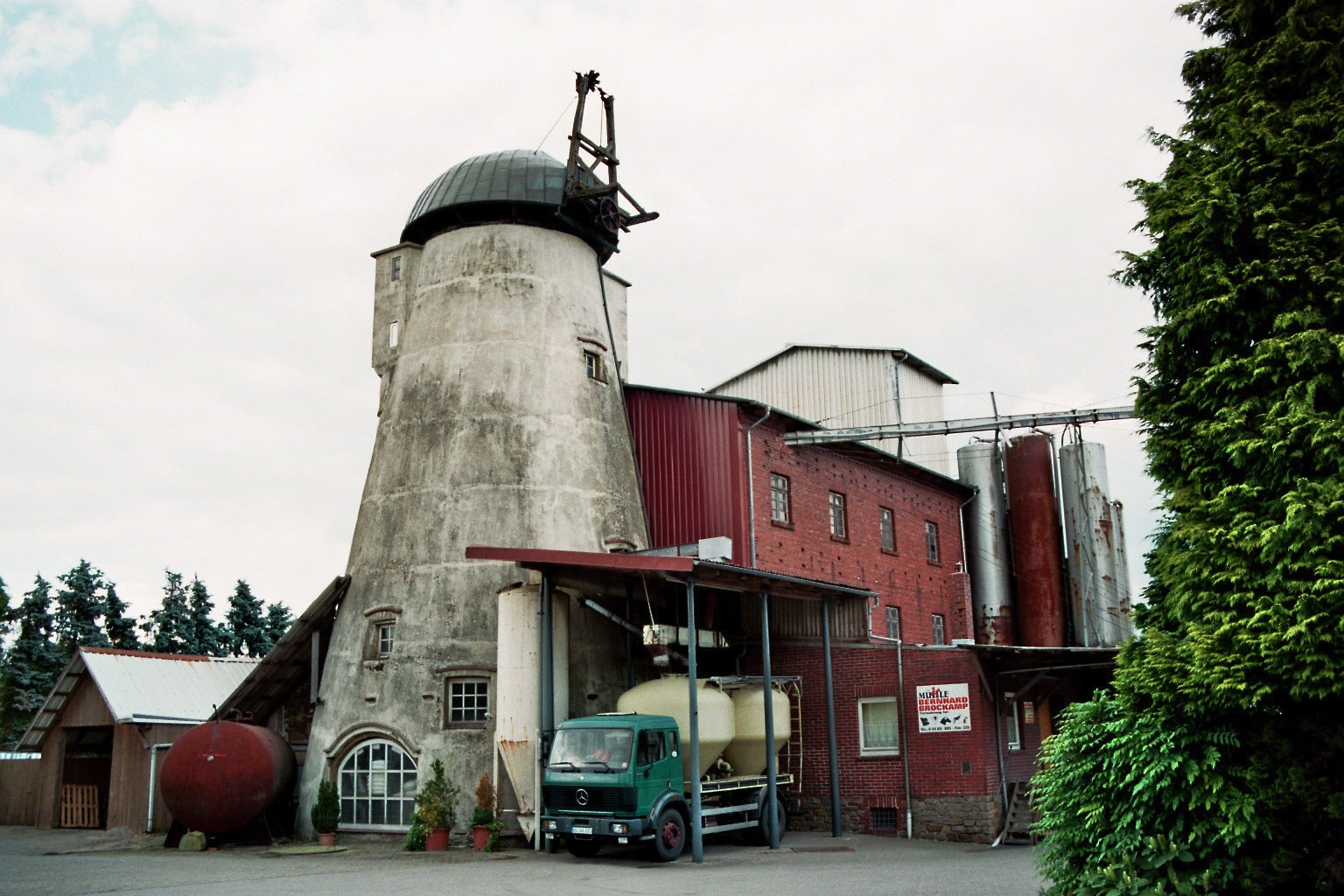
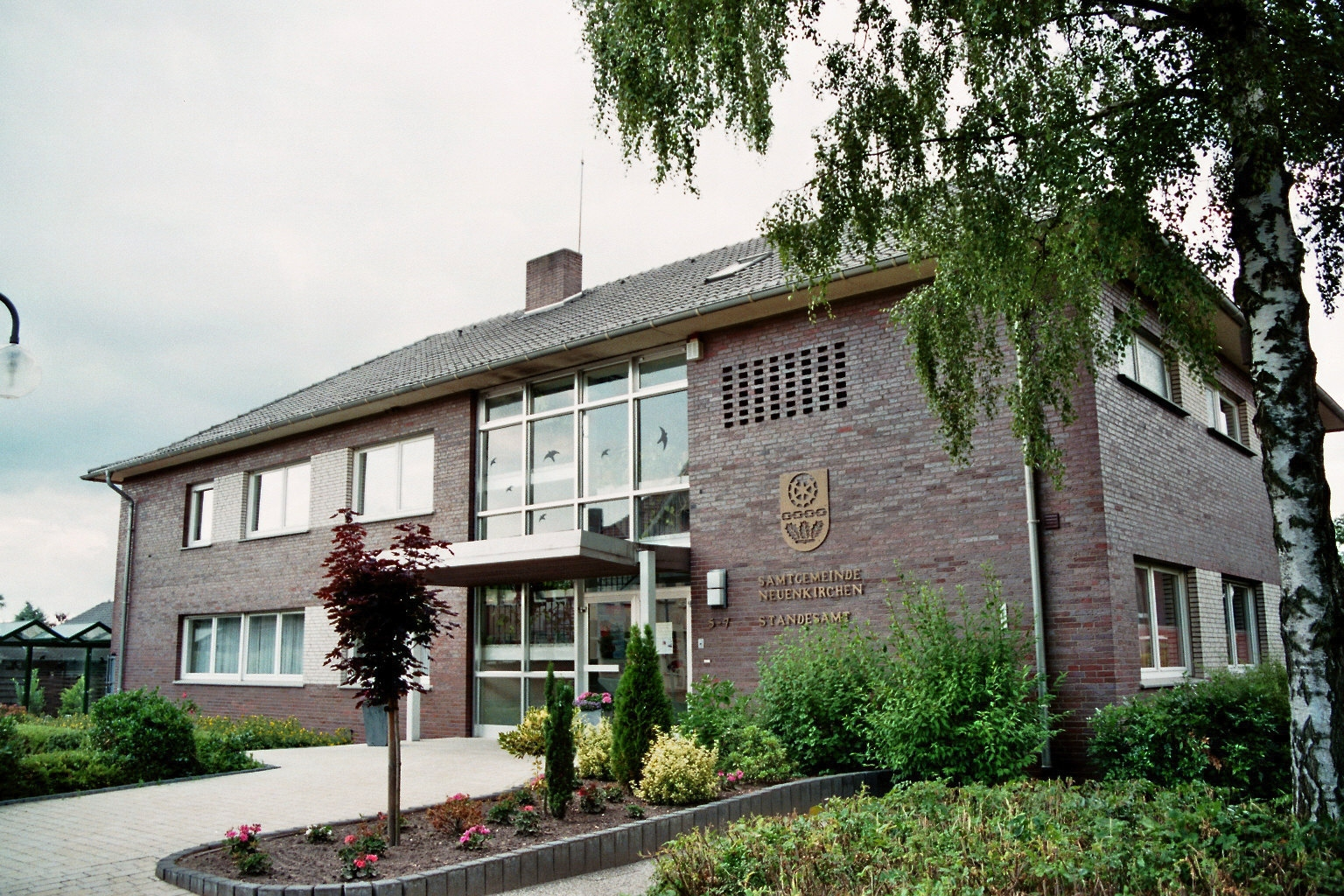